# Andrzej Dąbrowski (piosenkarz)
Andrzej Dąbrowski (ur. 13 kwietnia 1938 w Wilnie) – polski piosenkarz, perkusista (jazzman), kompozytor, dziennikarz, fotografik, a także kierowca rajdowy (wicemistrz Polski w rajdach samochodowych w 1957).

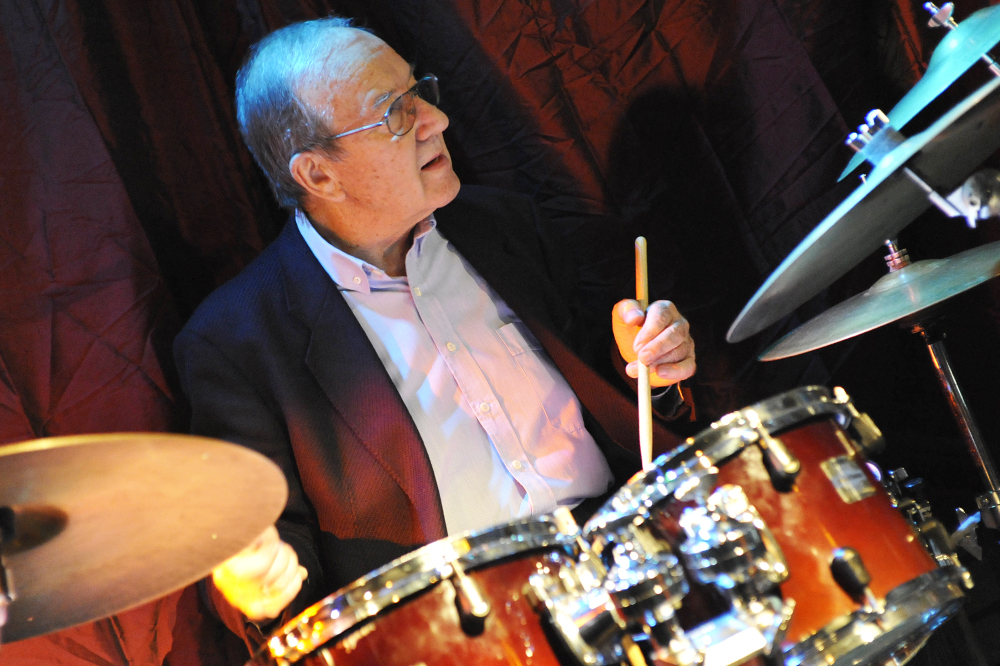
Andrzej Dąbrowski przy bębnach w urodziny klubu jazzowego Tygmont w Warszawie - styczeń 2011 r.

## Życiorys
Absolwent krakowskiego Liceum Muzycznego oraz Wydziału Instrumentalnego Państwowej Wyższej Szkoły Muzycznej w Krakowie (w klasie perkusji Józefa Stojki).
Od 1981 honorowy członek Związku Profesjonalnych Muzyków w Fort Worth w Teksasie. Jako fotografik miał pięć wystaw indywidualnych.
W 2005 uczestniczył w koncercie Wiosna Polaków. W 2013 brał udział w jubileuszowym 50. Krajowym Festiwalu Piosenki Polskiej w Opolu. Ponownie na deskach opolskiej sceny wystąpił w 2017 i 2018.

## Muzyk

### Perkusista
Działalność muzyczną rozpoczął jeszcze w czasie nauki w szkole średniej w jazzowym trio Wojciecha Karolaka. Profesjonalnym debiutem był w 1958 udział w Zaduszkach Jazzowych, gdzie wystąpił jako perkusista w trio Andrzeja Kurylewicza. Z zespołem tym wystąpił także w tym samym roku na I Międzynarodowym Festiwalu Muzyki Jazzowej Jazz Jamboree '58 w Warszawie.
Był perkusistą polskich grup jazzowych, m.in. Andrzeja Kurylewicza (1958−1961), Jana Ptaszyna Wróblewskiego (1961−1966), a także Krzysztofa Komedy, Jerzego Miliana, Włodzimierza Nahornego, Zbigniewa Namysłowskiego, Krzysztofa Sadowskiego, Andrzeja Trzaskowskiego oraz Michała Urbaniaka. Współpracował też m.in. z Andrzejem Cudzichem, Urszulą Dudziak, Adamem Makowiczem, Jerzym Matuszkiewiczem, Januszem Muniakiem, Tomaszem Stańką, Jarosławem Śmietaną i Ten Typ Mes.
Towarzyszył na estradzie i w studiach nagrań artystom sceny jazzowej, takim jak: Josephine Baker, Stan Getz, Don Ellis, Art Farmer, Johnny Griffin, Jon Hendricks, Rolf Kuhn, Bud Powell, Lucky Thompson czy Bernt Rosengren.
Współpracował z Filharmonią Krakowską oraz z Orkiestrą Polskiego Radia, a także z zespołem kameralnym Musica Antiqua et Nova.
Występował na Jazz Campingu Kalatówki w latach 1959, 1999, 2001, 2004, 2006 i 2009. Brał udział w Festiwalu Jazzowym w Sopocie w 2007 i w Bielskiej Zadymce Jazzowej w 2008.

#### Najważniejszy repertuar instrumentalny
- Don Ellis Jazz Jamboree 62
- Stan Getz w Polsce
- Jazz Wreckers
- Polish Jazz Quartet
- Go right
- Kurylewicz Kwintet
- Over the rainbow
- Pani Ptakowa
- Time for Love
- Vivian Buczek
- Solar
- Z lotu ptaka

#### Nagrody i wyróżnienia
- w latach 1958–1964 – tytuły najlepszego perkusisty jazzowego w plebiscycie czytelników miesięcznika „Jazz”
- tytuł najlepszego perkusisty „Bloku Wschodniego” w ankiecie zachodnioniemieckiego magazynu „Jazz Podium”
- 2007 – nadal znalazł się w pierwszej dziesiątce najlepszych polskich perkusistów jazzowych w ankiecie czytelników miesięcznika „Jazz Forum”[2].

### Wokalista
Jako wokalista jazzowy zadebiutował w 1965, jako piosenkarz wykonujący prócz jazzu muzykę pop – w 1970. Śpiewał standardy muzyki światowej, własne kompozycje, a także piosenki napisane przez popularnych kompozytorów muzyki rozrywkowej (m.in. takich, jak: Wojciech Karolak, Antoni Kopff, Jerzy Milian, Włodzimierz Nahorny, Ryszard Poznakowski, Jan „Ptaszyn” Wróblewski) i autorów tekstów (np. Andrzej Bianusz, Maria Czubaszek, Jonasz Kofta, Wojciech Młynarski, Agnieszka Osiecka).
Koncertował w Europie (m.in. Czechosłowacja, Norwegia, Niemcy Zachodnie, Szwecja), Stany Zjednoczone, Indie i Związek Radziecki. Nigdy nie obchodził żadnego jubileuszu ani benefisu z okazji swej działalności estradowej.
Występował także w duetach, m.in. z Renatą Danel, Anią Dąbrowską, Krystyną Prońko, Dorotą Miśkiewicz, Urszulą Sipińską, Marianną Wróblewską; ostatnio z Ten Typ Mes i z Andrzejem Marcysiakiem z zespołu Andre (disco polo).

#### Piosenki
- A ty się, bracie, nie denerwuj
- Bye, Bye, Blackbird
- Byle jak
- Bywaj nam, Mary Ann
- Chwila ta nadeszła już – piosenka z filmu Dawno temu w trawie
- Do zakochania jeden krok
- Dziewczyny perkusisty
- Jej portret
- Kołysanka na rozstanie
- Księżyc pies i ja
- Mimo woli zaplątałem się
- Mundial Song
- Niewczesna miłość
- Przygoda z Marią
- Sposób na czekanie
- Szał by night
- Szeptem
- To sprawił rytm
- Tyle dni, pięknych dni
- When I Fall in Love
- Zakochaj się dopóki czas
- Zapomnij mnie
- Zielono mi

### Dyskografia

#### Solowa
- 1970 – Andrzej Dąbrowski: Zielono mi (EP, Muza N-0594)
- 1970 – Andrzej Dąbrowski: Przygoda z Marią (EP, Muza N-0624)
- 1972 – Andrzej Dąbrowski: Do zakochania jeden krok (LP, Pronit SXL-0768)
- 1974 – Andrzej Dąbrowski (LP, Pronit SXL-1093)
- 1981 – Andrzej Dąbrowski Live z Klubu Akwarium (LP, Poljazz PSJ-95)
- 1986 – Andrzej Dąbrowski: Mundial Song (SP, Muza SS-824)
- 1995 – Andrzej Dąbrowski: Time for love (CD, Polonia Records)
- 1997 – Andrzej Dąbrowski: Zielono mi (CD, Polskie Nagrania)
- 2003 – Niepokonani – Andrzej Dąbrowski: Dziewczyny perkusisty (CD, Universal Music Polska)
- 2006 – Andrzej Dąbrowski: Szeptem (CD, Sonic Records)
- 2010 – Andrzej Dąbrowski: W ogrodzie wyobrażeń (CD, MTJ – Studio Nowacki)
- 2011 – Andrzej Dąbrowski & Zbigi Band: Zakochaj się dopóki czas (CD, Polskie Radio SA)
- Andrzej Dąbrowski: 20 lat MPiF (Pocztówka, PWP Ruch R=-0141-u)
- Platynowa kolekcja – Moje piosenki: Andrzej Dąbrowski (CD, Media Way)
- Platynowa kolekcja – Złote przeboje: Andrzej Dąbrowski (CD, GM Distribution)

#### Sesyjna
- 1958 – Wanda Warska: Jazz '58 (LP, Muza L-0246)
- Kurylewicz Quartet (EP, Veriton V-254)
- Trio Wojciecha Karolaka (EP, Muza N-0200)
- 1959 – Spotkanie z Conoverem w Polsce (LP, Muza L-0291)
- 1960 – Stan Getz: Stan Getz w Polsce (LP, Muza L-0329)
- 1960 – The Wreckers (EP, Pronit N-0133)
- 1960 – The Folks That Live On The Hill / C Jam Blues (SP, Muza SP-58)
- 1961 – Wanda Warska (SP, Muza SP-53)
- 1961 – Somnambulists (LP, Muza L-0348)
- 1962 – Jazz Jamboree '62 vol. 3 (LP, Muza L-0396)
- 1962 – Jazz Jamboree '62 vol. 4 (LP, Muza L-0397)
- 1962 – Don Ellis: Jazz Jamboree '62 vol. 1 (LP, Muza L-0394)
- 1962 – Wanda Warska (EP, Muza N-0202)
- 1962 – Kurylewicz Quartet (EP, Muza N-0201)
- Andrzej Kurylewicz Quintet: Go right (LP, Muza XL-0186)
- 1964 – Jazz Jamboree '64 Nr 1 (LP, Muza XL-0606)
- 1965 – Polish Jazz Quartet, Polish Jazz vol. 3 (LP, PN Muza XL 0246)
- 1965 – Jazz Jamboree '65 vol. 2 (LP, Muza XL-0286)
- 1968 – Urbaniak’s Orchestra: LP (Atlas ARLP101x)
- 1969 – New Faces in Polish Jazz JJ'69 (LP, Muza XL-0579)
- 1970 – Krzysztof Sadowski: And His Hammond Organ (LP, Muza XL-0606)
- 1971 – Grupa Organowa Krzysztofa Sadowskiego (EP, Muza N-0645)
- 1973 – All Stars: After hours (LP, Muza SX-1033)
- 1978 – Jan Ptaszyn Wróblewski Quartet: Flyin’ Lady (LP, Muza SX-1690)
- 1980 – Jan Ptaszyn Wróblewski Quartet: Z lotu ptaka (LP, Poljazz PSJ-91)
- 1984 – Jan Ptaszyn Wróblewski: Towarzystwo Nostalgiczne Swingulans (LP, Muza SX-2218)
- 1991 – Stan Getz: In Warsaw (LP, Muza SX-3007)

#### Składanki
- Jan Zalewski i jego piosenki (LP, Pronit SX-1639)
- 1970 – Mikrofon i ekran – Opole ’70 (LP, Muza SXL-0635)
- 1971 – Premiery – Opole ’71 (LP, Muza SXL-0757)
- 1971 – Radiowa piosenka miesiąca 1971 (LP, Muza XL-0824)
- 1972 – Mini propo Popołudnia z Młodością vol. 2 (LP, Muza SXL-0850)
- 1972 – Dyskoteka 4 (LP, Muza SXL-0879)
- 1972 – Mikrofon i ekran – Opole ’72 (LP, Muza SXL-0848)
- 1973 – Na skrzydłach wiatru (LP, Pronit SXL-0928)
- 1973 – Premiery – Opole ’73 (3) (LP, Muza SXL-0990)
- 1974 – Powracające melodyjki – Przeboje 30-lecia (1) (LP, Muza SX-1104)
- 1974 – Niechaj żyje para młoda (LP, Muza SXL-1111)
- 1974 – Opole ’74 – Premiery (LP, Muza SXL-1131)
- 1975 – Opole ’75 (LP, Muza SX-1217)
- 1975 – Dyskoteka 8 (LP, Muza SX-1213)
- 1975 – Polska gola (LP, Pronit SX-1326)
- 1975 – Jazz Jamboree '75 vol. 1 (LP, Muza SX-1339)
- 1976 – Za zdrowie pań (LP, Muza SX-1216)
- 1977 – Kocham swoje miasto – Warszawa w piosence (LP, Muza SX-1519)
- 1984 – Przeboje 40-lecia vol. 3 (LP, Muza SX-2203)
- 1986 – Ryszard Poznakowski: Szał by night (LP, Muza SX-2266)
- 1990 – Prywatka z Bolterem (LP, Muza SX-2816)

oraz wiele EP, SP i pocztówek dźwiękowych

### Prasa
Współpracował z „Przekrojem” i pismem „Motor” jako autor reportaży ilustrowanych własnymi fotografiami (reportaże dotyczyły podróży po świecie, jakie odbywał, koncertując). Pisał także relacje z koncertów i recenzje dla czasopism o tematyce jazzowej („Jazz”, „Jazzi”), a także dla kącika jazzowego w „Panoramie”.
Był felietonistą „Polityki”, w tekstach krytykował działalność Polskiego Radia i Telewizji, jak również życia estradowego w Polsce.
11 lat należał do zespołu redakcyjnego tygodnika „Motor”, w którym pisał artykuły o caravaningu, raporty z dróg, testował samochody oraz pisał o bezpieczeństwie ruchu drogowego. Trzy lata prowadził dział motoryzacji w miesięczniku „Gentleman”. Za swoje artykuły o tematyce motoryzacyjnej zdobył wyróżnienie Złotego Koła Kierownicy.
Należy do Stowarzyszenia Dziennikarzy Polskich.

### Radio
W latach 70. przez 5 lat współpracował z Programem III Polskiego Radia, gdzie prowadził audycje muzyczne: Trzy kwadranse jazzu oraz Z wokalistyką na Ty.

### Telewizja
Pojawia się czasem w porannych programach TVP, na Festiwalu Top Trendy w Sopocie, prezentuje nową CD z zespołem Zbigi Band. W 2010 Andrzej Dąbrowski nagrał nową wersję piosenki „Do zakochania jeden krok” wraz z Ędwardem Ąckim (kreowanym przez Szymona Majewskiego) dla programu Szymon Majewski Show. Odcinek z tym nagraniem został wyemitowany 15 marca 2010.

## Kierowca rajdowy
Przez 50 lat uczestniczenia w wyścigach i rajdach samochodowych 63 razy znalazł się na podium.
W mistrzostwach Polski po raz pierwszy wziął udział w 1957, kiedy zdobył tytuł wicemistrza. 4 razy brał udział w Rajdzie Polski. W 1975 znalazł się w rajdowym Teamie FSO. Wielokrotny Mistrz Polski Dziennikarzy (w latach: 1991, 1992, 1993, 1995, 2004, 2007).

## Odznaczenia
- 1979 – Odznaka „Zasłużony Działacz Kultury”[6]
- 1999 – Srebrna Odznaka PZMot
- 2001 – Srebrna Odznaka Autoklubu Dziennikarzy Polskich
- 2005 – Brązowy Medal „Zasłużony Kulturze Gloria Artis”[7]
- 2006 – Złota Odznaka Honorowa Auto Klubu Dziennikarzy Polskich
- 2017 – Srebrny Medal „Zasłużony Kulturze Gloria Artis”[7]

## Nagrody i wyróżnienia
- 1970 – Grand Prix na Krajowym Festiwalu Polskiej Piosenki w Opolu za Zielono mi[8]
- 1970 – tytuł najlepszego wokalisty jazzowego w ankiecie czytelników „Jazz Forum”
- 1971 – tytuł najlepszego wokalisty jazzowego w ankiecie czytelników „Jazz Forum”
- 1972 – Grand Prix na KFPP w Opolu za Do zakochania jeden krok
- 1972 – Grand Prix na Międzynarodowym Festiwalu Piosenki w Sopocie[9]
- 1972 – II nagroda na Coupe d’Europe w Gmünden w Austrii (wraz z Marylą Rodowicz i Zdzisławą Sośnicką)
- 1972 – tytuł piosenkarza roku
- 1972 – Srebrny Gwóźdź Popularności w plebiscycie „Kuriera Polskiego”
- 1973 – nagroda specjalna na festiwalu w Rostoku (NRD)
- 1974 – Grand Prix na KFPP w Opolu za piosenkę Niewczesna miłość[10]
- 2007 – znalazł się nadal w pierwszej dziesiątce najlepszych polskich wokalistów jazzowych w ankiecie czytelników miesięcznika „Jazz Forum”[2]
- 2018 – Złoty Fryderyk – Muzyka jazzowa[11]
- 2020 – nagroda 100-lecia ZAiKS-u[12]